# Bruno Venanzi
Bruno Venanzi, né le 8 juillet 1970 à Liège, est un entrepreneur et dirigeant de football belgo-italien. Il est le cofondateur de la société Lampiris et a été pendant 7 années (de 2015 à 2022) le président du club de football du Standard de Liège.

## Biographie
Il est candidat en histoire de l’Université de Liège (1993) et dipl̩ômé en économie de la Vrije Universiteit d’Amsterdam. De 1995 à 2003, il occupe des fonctions commerciales chez Belgacom, MCI Worldcom, et puis chez Certipost en tant que consultant en facturation électronique.

### Lampiris
En 2003, Bruno Venanzi fonde avec Bruno Vanderschueren la société anonyme de droit belge Lampiris. Celle-ci est active dans le secteur du gaz et de l'électricité, spécialisée dans l'énergie verte.
Le 15 juin 2016, Bruno Venanzi vend la société au groupe Total pour un montant estimé entre 180 et 200 millions d'euros.  
A titre personnel, Bruno Venanzi recevra 30% de la vente, soit aux alentours de 60 millions d'euros.

### Standard de Liège
Le 17 novembre 2014, Bruno Venanzi est nommé vice-président du Standard de Liège par Roland Duchâtelet .
Le 24 juin 2015, il devient l’actionnaire majoritaire à 99,7 % à la suite du rachat des parts de Roland Duchâtelet.
Depuis le début de sa présidence, le Standard de Liège a remporté 2 fois la Coupe de Belgique (et finaliste en 2021) et a été vice-champion à la fin de la saison 2017-2018.
Le 11 mars 2022, Bruno Venanzi confirme une annonce dans les médias qu'il va vendre l'entièreté de ses parts au groupe d'investissements américain 777 Partners.
Le 19 avril 2022, le Standard de Liège est officiellement racheté par le groupe américain.  De ce fait, Bruno Venanzi quitte le club liégeois après 8 années à la tête du club dont 7 années à la présidence.

## Famille
Il est le frère cadet du dessinateur Marco Venanzi.

## Distinctions
- Citoyen d'honneur de Liège (2013)[6]